# Villa Eduard-Bilz-Straße 18 (Radebeul)
Die Villa Eduard-Bilz-Straße 18 liegt im Ursprungsstadtteil der sächsischen Stadt Radebeul, an der Ecke zur Meißner Straße. Sie wurde 1883 durch die Baumeister Gebrüder Ziller errichtet und erhielt 1906 durch den Architekten Oskar Menzel einen eingeschossigen Anbau für ein Speisezimmer.

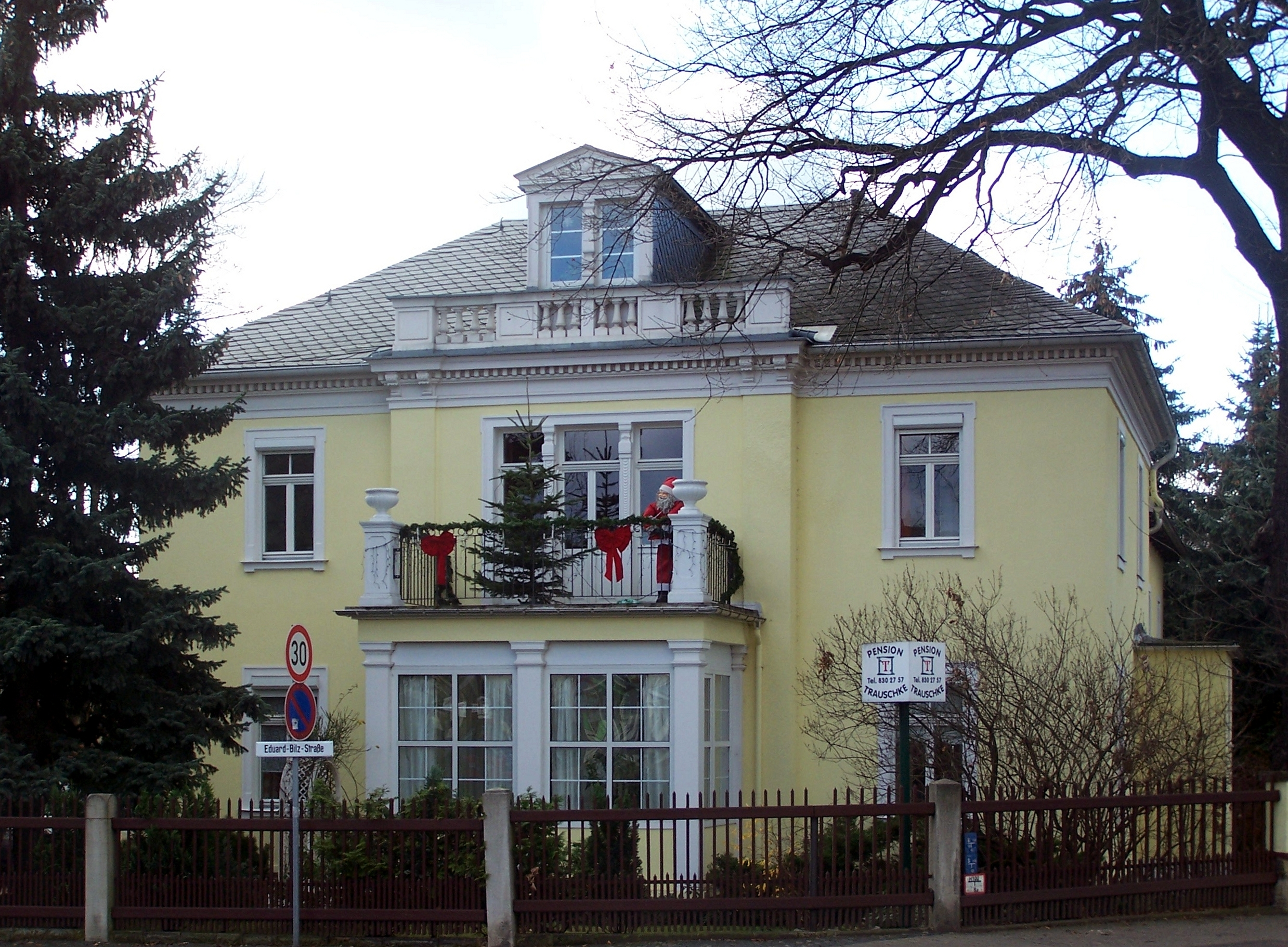
Villa Eduard-Bilz-Straße 18

## Beschreibung
Die zweigeschossige, mit ihrer Einfriedung unter Denkmalschutz stehende Villa steht auf einem stumpfwinkligen Eckgrundstück. Durch die Ausrichtung der Hauptansicht zur Eduard-Bilz-Straße liegt das Gebäude schräg zur Meißner Straße. Auf der Rückseite des Gebäudes steht ein eingeschossiger Anbau.
Der Putzbau hat einen Bruchsteinsockel sowie ein Walmdach. Die Hauptansicht ist mittensymmetrisch, sie zeigt einen Risaliten, der auf Dachhöhe von einer Balustrade abgeschlossen wird, über die sich eine Lukarne mit Satteldach erhebt. Vor dem Risaliten steht ein Standerker mit Austritt obenauf. Die Fenster werden durch Sandsteingewände eingefasst.